# Phlugis sulawesi
Phlugis sulawesi är en insektsart som beskrevs av Jin, Xingbao 1993. Phlugis sulawesi ingår i släktet Phlugis och familjen vårtbitare. Inga underarter finns listade i Catalogue of Life.